# Gymnastes (Paragymnastes) flavitibia flavitibia
Gymnastes (Paragymnastes) flavitibia flavitibia is een ondersoort van de tweevleugelige Gymnastes (Paragymnastes) flavitibia uit de familie steltmuggen (Limoniidae). De ondersoort komt voor in het Palearctisch gebied.